# Максим Лужанин
Максим Лужа́нин (настоящее — Александр Амвросьевич Карата́й; бел. Максім Лужанін (Аляксандр Амвросьевіч Каратай); 20 октября (2 ноября) 1909 — 13 октября 2001, Минск) — белорусский советский прозаик, поэт, кинодраматург и переводчик, критик. Заслуженный деятель искусств БССР (1969). Лауреат Государственной премии БССР имени Якуба Коласа (1965). Заслуженный деятель культуры Польши (1975). Член СП СССР (1943).

## Биография
Родился 20 октября (2 ноября) 1909 года в крестьянской семье в деревне Пруссы (ныне — Солигорский район, Минская область, Беларусь).
Окончил Минский белорусский педагогический техникум (1928). Учился на литературно-лингвистическом отделении педагогического факультета Белорусского государственного университета (1928—1930). Участвовал в работе литературного объединения «Маладняк», «Узвышша». Работал в редакции журнала «Узвышша» (1930—1931), на Белорусском радио (1931—1933).
Летом 1931 г. женился на поэтессе Евгении Пфляумбаум. В 1933 году был репрессирован и на 2 года сослан в Мариинск (ныне Кемеровская область). В 1935—1941 годах — редактор Главной редакции литературы по машиностроению в Москве. Реабилитирован в 1956 году.
В начале Великой Отечественной войны был призван в ряды РККА. После окончания Подольского пехотного училища (1942) участвовал в боях под Сталинградом. После демобилизации из армии в 1944 году работал заместителем отдела культуры в редакции газеты «Звязда», ответственным секретарём журнала «Вожык», в АН БССР. С 1959 года — член сценарной коллегии киностудии «Беларусьфильм», в 1967—1971 годах — главный редактор студии. В 1968 году участвовал в работе XXIII сессии Генеральной Ассамблеи ООН. Депутат ВС БССР в 1967—1985 годах.
Умер 13 октября 2001 года. Похоронен рядом с женой на кладбище деревни Паперня Минского района.

## Сценарии
- 1951 «Павлинка» (экранизация пьесы Янки Купалы «Павлинка»)
- 1952 «Народный поэт» (документальный)
- 1960 «Первые испытания» по мотивам трилогии Якуба Коласа «На росстанях»; совместно с Аркадием Кулешовым)
- 1967 «Запомни этот день» (совместно с Аркадием Кулешовым)
- 1973 «Живите дольше, хлопцы» (телемемуары, Белорусское телевидение)
- 1988 «Тишка Гартный» (документальный)[3]

### Сборники поэзии
- бел. «Крокі» («Шаги») (1928)
- бел. «Новая ростань» («Новая развилка») (1930)
- бел. «Аднагалосна» («Единогласно») (1931)
- бел. «Галасуе вясна за вясну» («Голосует весна за весну») (1931)
- бел. «Кастрычнікам! Ліпенем! Маем!» («Октябрём! Июлем! Маем!») (1931)
- бел. «Першамайская вуліца» («Первомайская улица») (1932)
- бел. «Шырокае поле вайны» («Широкое поле войны») (1945)
- бел. «Поступ» («Поступь») (1950)
- бел. «Святло Радзімы» («Свет Родины») (1952)
- бел. «Моваю сэрца» («Языком сердца») (1955)
- бел. «Прасторы» («Просторы») (1958)
- бел. «Выбраныя творы» ў 2 тамах («Избранные произведения» в 2 томах) (1960)
- бел. «Збор твораў» у 3 тамах («Собрание сочинений» в 3 томах) (1968—1970)
- бел. «Росы на коласе» («Роса на колосе») (1973)
- бел. «Прага крыла» («Жажда крыла») (1974)
- бел. «Лявоніха» («Лявониха») (1977)
- бел. «Збор твораў» у 4 тамах («Собрание сочинений» в 4 томах) (1979)
- бел. «Галасы над выраем» («Голоса над югом») (1980)
- бел. «Паразмаўляй са мной, зямля» («Поговори со мной, земля») (1983)
- бел. «Вярнуся ветрам» («Вернусь ветром») (1987)

### Поэмы
- бел. «Неаплачаны рахунак» («Неоплаченный счёт») (1930)
- бел. «Галасы гарадоў» («Голоса городов») (1932)
- бел. «Як нараджаўся новы свет» («Как рождался новый мир») (1975)

### Детская литература
- бел. «Вершы для дзяцей» («Стихи для детей») (1948)
- бел. паэма-казка «Хто робіць пагоду» (поэма-сказка «Кто делает погоду») (1960)

### Сборники прозы, критики, публицистики
- бел. «Сілівон на дачы» (зборнік сатыры і гумару) («Силивон на даче») (1958)
- бел. «Вачыма часу» (успаміны, артыкулы, эсэ) («Глазами времени») (1964)
- бел. «Колас расказвае пра сябе» («Колас рассказывает о себе») (1964)
- бел. «Дванаццаць вячорных вогнішчаў» («Двенадцать вечерних кострищ») (1968)
- бел. «Рэпартаж з рубцом на сэрцы» (кніга публіцыстыкі) («Репортаж с рубцом на сердце») (1973)
- бел. «Людзі, птушкі, прастор» («Люди, птицы, простор») (1976)
- бел. «З ранку да вечара» (роздумы, накіды партрэтаў) («С утра до вечера») (1978)
- бел. «Песні з леснічоўкі» («Песни из сторожки») (1982)
- бел. «Сустрэчы» («Встречи») (1982)
- бел. «Трое» («трое») (1989)

### Переводы
Переводил на белорусский язык с русского и польского языков. Перевел на белорусский язык произведения М. Горького («Жизнь Клима Самгина»), А. Грибоедова («Горе от ума»), Н. Гоголя («Вечера на хуторе близ Диканьки», «Избранные произведения»), А. Радищева («Путешествие из Петербурга в Москву»), А. Фадеева («Молодая гвардия»), М. Шолохова («Они сражались за Родину»), Н. Рыбака («Переславская Рада»), отдельные произведения А. Пушкина, А. Мицкевича, Н. Некрасова, И. Бунина, В. Сырокомли, Ю. Тувима, В. Маяковского, Я. Смелякова.

### В переводе на русский язык
- Лужанин, М. Стихи / М. Лужанин; авторизован. перевод. — Ленинград : Советский писатель, 1952. — 161 с.
- Лужанин, М. Приглашение на озеро Нарочь : Стихи / М. Лужанин; авторизован. перевод. — Москва : Советский писатель, 1956. — 91 с.
- Лужанин, М. Это было в Беларуси : Стихи / М. Лужанин; авторизован. перевод. — Ленинград : Советский писатель, 1959. — 206 с.
- Лужанин, М. Якуб Колас рассказывает / М. Лужанин; авторизован. перевод с бел. Е. Мозолькова. — Москва : Советский писатель, 1964. — 398 с.
- Лужанин, М. Журавлиное небо : Стихи и поэмы / М. Лужанин; авторизован. перевод. — Ленинград : Советский писатель, 1967. — 120 с.
- Лужанин, М. Двенадцать вечерних костров : рассказы / М. Лужанин; авторизован. перевод. — Москва : Советский писатель, 1970. — 326 с.
- Лужанин, М. Когда рождался новый мир : Поэмы, стихи / М. Лужанин; авторизован. перевод. — Минск : Мастацкая літаратура, 1984. — 221 с.
- Лужанин, М. Начало человека : стихотворения, поэмы / М. Лужанин; авторизован. перевод. — Москва : Советский писатель, 1985. — 102 с.

## Награды и звания
- Заслуженный деятель искусств БССР (1969)
- Заслуженный деятель культуры Польши (1975)
- Государственная премия БССР имени Якуба Коласа (1965) — за книгу «Колас расказвае пра сябе»
- Орден Ленина (14.06.1990)[4]
- Орден Трудового Красного Знамени
- Орден Дружбы народов
- Орден «Знак Почёта»
- Медаль «За трудовое отличие» (25.02.1955)
- Медаль Франциска Скорины (1991)
- Орден Отечественной войны II степени
- Медали

## Память
- Максиму Лужанину посвящены документальные фильмы «М. Лужанин рассказывает» (1991) и «Назавершаная хата» (1993)
- Имя Максима Лужанина присвоено улице в Минске[5].
- Имя присвоено остановочному пункту транспорта общего пользования в городе Минске (2024), (бел. «Максіма Лужаніна» (рус. «Макси́ма Лужа́нина»)[6].